# Aranybulla (televíziós sorozat)
Az Aranybulla 2022-es magyar történelmi dokudráma-sorozat II. András életéről Kriskó László rendezésében. A főbb szerepekben Veréb Tamás, Törőcsik Franciska, Simon Kornél és Sipos Áron látható.
Ez volt az első tévésorozat, amely a Nemzeti Filmintézet által elindított televíziós pályázat segítségével valósult meg. Az Intézet összesen 692 millió Ft közvetlen támogatással járult hozzá a produkcióhoz. A sorozatot 2022. december 25-én mutatta be a Duna.
A sorozat a nézők körében rendkívül népszerűtlen volt, rengeteg negatív értékelést és véleményt kapott mind a kritikusok, mind a nézők részéről. Ugyanakkor politikai felhangú indulatokat is felkorbácsolt.

## Rövid cselekmény
III. Béla halála után idősebb fia, Imre lett a magyar király, míg másik fia, a későbbi II. András várakat és birtokokat örökölt. András herceg többször is fellázadt testvére ellen. Megismerkedett Gertrúd, merániai hercegnővel és feleségül vette. Miután Imre és annak gyermekkorú fia, III. László is meghalt, András lett a király II. András néven 1205-ben. A bánok azonban rossz szemmel nézték Gertrúd és családja befolyását, ezért meggyilkolták a királynét.

## Szereplők

### Főszereplők
| Karakter    | Színész               | Megjegyzés                                          |
| ----------- | --------------------- | --------------------------------------------------- |
| II. András  | Veréb Tamás (fiatal)  | Magyar király III. László után.                     |
| II. András  | Trill Zsolt (idősebb) | Magyar király III. László után.                     |
| II. András  | Pék Ádám (gyermek)    | Magyar király III. László után.                     |
| Gertrúd     | Törőcsik Franciska    | Magyar királyné, II. András felesége.               |
| Dénes       | Sipos Áron (fiatal)   | Tárnokmester, II. András barátja.                   |
| Dénes       | Sipos Imre (idősebb)  | Tárnokmester, II. András barátja.                   |
| Berthold    | Gerner Csaba          | Gertrúd testvérei.                                  |
| II. Henrik  | Simon Kornél          | Gertrúd testvérei.                                  |
| Ekbert      | Dankó István          | Gertrúd testvérei.                                  |
| Bánk        | Vaszkó Bence          | Bánok, akik nem kedvelték Gertrúdot és a családját. |
| Simon       | Géczi Zoltán          | Bánok, akik nem kedvelték Gertrúdot és a családját. |
| János érsek | Rátóti Zoltán         | Esztergomi érsek.                                   |
| narrátor    | Kőszegi Ákos          | A sorozat narrátora.                                |

### Mellékszereplők
| Karakter  | Színész                   | Megjegyzés                       |
| --------- | ------------------------- | -------------------------------- |
| Imre      | Berettyán Sándor (fiatal) | Magyar király, III. Béla után.   |
| Imre      | Sáfrány Ágoston (gyerek)  | Magyar király, III. Béla után.   |
| IV. Béla  | Fehér Tibor (fiatal)      | Magyar király II. András után.   |
| IV. Béla  | Végh Andor Mór (gyermek)  | Magyar király II. András után.   |
| IV. Béla  | Seress Nimród (újszülött) | Magyar király II. András után.   |
| Pát ispán | Széles Tamás              | Ispán, aki II. András ellen van. |

### További szereplők
- Asztalos Szandra – lovásznő
- Bölkény Balázs – szerviens hírnök
- Debreczeny Csaba – pápai küldött
- Dervarics Dávid – III. László király
- Farkasházi Réka – udvarhölgy
- Fenyő Iván – Teuton német lovag
- Fila Balázs – tisztviselő
- Geréd Gyárfás – ítéletvégrehajtó
- Hábermann Lívia – udvarhölgy
- Horváth Lajos Ottó – szélűző
- Kápolnási Maia Elinor – Gyermek Erzsébet
- Karácsonyi Zoltán – tisztviselő
- Karlovics Dávid – apród
- Kovács Panka – Konstancia királyné
- Kovács S. József – fiatal szerzetes
- Kuncsik Attila – Pát fia
- Laczkovich Beni – apród
- László Panna – Biborka
- László Zsolt – öreg keresztes
- Morvai Júlia – arab lány
- Mosdósi Áron – András herceg
- Orbán Levente – parancsnok
- Paróczy Bendegúz Félix – IV. Lajos tartománygróf
- Povázsai Patrik – Kálmán herceg
- Rajkai Zoltán – Péter ispán
- Réti Nóra – Erzsébet hercegnő
- Seress Zoltán – III. Béla király
- Seszták Szabolcs – I. Hermann tartománygróf
- Szczaurski Lana Glória – Anna Mária
- Telekes Péter – szerviens
- Vágvölgyi Vincent – Beke fia
- Zalán Luca – udvarhölgy

## A sorozat készítése
Eredetileg az Aranybulla 800. évfordulójára készült volna egy film, később már sorozatként hivatkoztak rá. Később bejelentették, hogy elkészül a sorozat moziváltozata, több új jelenettel. A sorozat költségvetése meghaladta az egymilliárd forintot.
A forgatás Fóton, Etyeken a Korda-stúdióban, Göböljáráson, a tárnoki kőbányában, az alcsúti arborétumban, a jáki templomban zajlott, a csatajeleneteket Pátyon és Budakeszin vették fel. A filmben szereplő ruhákat és bútorokat külföldi (spanyol, olasz) ruha- és kelléktárakból kölcsönözték.

### Szakértők
Az epizódokban megszólaltatott szakértők között voltak:
- Szőcs Tibor, tudományos főmunkatárs
- Teiszler Éva, történész
- F. Romhányi Beatrix, történész és egyetemi tanár
- Horváth Attila, jogtörténész és egyetemi tanár
- Veszprémy László, történész és egyetemi tanár
- Major Balázs, régész, arabista és történész

## Epizódok
A sorozat első epizódját 2022. december 25-én mutatta be a Duna.
| #  | Cím                | Premier            | Nézettség |
| -- | ------------------ | ------------------ | --------- |
| 1. | Az ifjú herceg     | 2022. december 25. | 217 000   |
| 2. | Az új király       | 2022. december 26. | 199 000   |
| 3. | Gertrúd királyné   | 2022. december 27. | 138 000   |
| 4. | A megszentelt föld | 2022. december 28. | 177 000   |
| 5. | A király hazatér   | 2022. december 29. | 136 000   |
| 6. | Az Aranybulla      | 2022. december 30. | 119 000   |

## Fogadtatása
A sorozat negatív fogadtatásának az oka többnyire a zavaros és némiképp ellentmondásos történet, amit tovább kuszálnak a narrátorok és szakértők nehezen felfogható kísérőszövegei, továbbá a minimális minőségű színészi alakítások és a jól észrevehető politikai szándék. A zavart fokozza a sorozat meghatározhatatlan műfaji besorolása. A Válasz Online kritikája szerint: Léteznek ismeretterjesztő filmek dramatizált, játékfilmes betétekkel, és létezik játékfilm vagy sorozat narrációval, de ez a hármas kombináció, ez nincs. Azért nincs, mert életképtelen. Egy filmes dodó.
A kritikák némelyike felhívja annak veszélyére a figyelmet, hogy a rosszul kivitelezett sorozat akár megbélyegezheti a magyar múlt iránti komoly érdeklődést is, mert történelmi hiteltelenségével, propagandizmusával és silány jellemzőivel nevetségessé teszi ezt az orientációt.

### Közönségreakciók
Az M1 híradó hírportálján főcímben közölte, hogy az Aranybulla televíziós premierje hangos sikert aratott, mely állításnak ellentmondanak a nézettségi adatok és a bemutató után érkező vélemények kudarcként értékelték a sorozatot, amely egyértelműen a nézők körében sem aratott sikert.  Az Aranybulla premierjét 217 ezren nézték, ami a tényleges közönségarány 5,2%-a volt, az utolsó részre sorozat nézőinek alig több mint a felét tartotta csak meg (a 18-49 éves korcsoportban általánosan kevés fiatal nézővel rendelkező csatorna a sorozattal nem tudta megszólítani a fiatalabbakat sem: első adást 39 ezren, utolsót 14 ezren nézték meg).
A sorozat, bár díszletei és kellékei hűen tükrözik a kort, megbukott a nézők és kritikusok előtt, a negatív értékelésben maga mögé utasítva más, korábban sokat bírált alkotásokat is, mint a Kis Vuk (2008) vagy az Álom.net, és ebben csak a legsilányabb Holnap történt – A nagy bulvárfilm előzi meg.
A tévesen és félrevezető módon tálalt és megfogalmazott ajánlók, illetve előzetes promóciók azt a hatást keltették, hogy játékfilmes sorozatról van szó, amelyik különösen látványos történelmi sorozatként egyben igen szórakoztató is lesz. Mivel műfajilag sem erről van szó, s ezen a téren a közönség külföldi produkciókkal eléggé elkényeztetett, a sorozat sokaknak már műfajilag, minőségében és látványvilágában is eleve csalódást okozhatott, hisz szinte minden területen mesze a várakozások alatt maradt. A nézőközönség nem volt elragadtatva a sorozattól, és az Internet Movie Database (IMDb) látogatói eddig többnyire 1 csillaggal, a lehető legalacsonyabb ponttal értékelték a sorozatot. A hozzáadott felhasználói vélemények szerint az Aranybulla-sorozat csak a nevében a magyar Trónok harca, valójában viszont unalmas és tele van aktuálpolitikai utalásokkal, jóllehet néhány színész teljesítményét pozitívan értékelték. A kritikusi vélemények kizártnak tartják a párhuzamot a Trónok harca és az Aranybulla között, már csak a két alkotás büdzséje okán, s az effajta összehasonlítás óhatatlanul csalódást vált ki a nézőkből. A kettő közötti színvonalban hatalmas különbségek vannak
A főszereplő Veréb Tamás szerint a sorozat képi világa felér a Trónok harcával is, illetve már a bemutatót megelőzően ígérte, hogy hasonlatos is lesz az említett amerikai sorozathoz. A sorozat számára készített előzetessel az alkotók a Trónok harcát próbálták idézni. A vélemények szerint Veréb kijelentése nagyban hozzájárult, hogy a közönség még kedvezőtlenebbül fogadja a sorozatot.

### Szakmai reakciók
A filmtekercs.hu filmportál kritikája szerint a sorozat legfőbb problémája, hogy …napjaink konzervatív politikáját és fogalmait vetíti vissza 800 évvel ezelőttre. A kritika összefoglalójában leszögezi: Az Aranybulla szegényes megvalósítású, hanyagul megírt és rendezett alkotás. Ugyanakkor hangsúlyozza: Jó magyar történelmi filmekre igenis szükség lenne! Olyanokra melyek a hiteles információk, korhű cselekmény és tárgyi kultúra mellett mozgóképművészeti szempontból is megállják a helyüket. Az Aranybulla sajnos nem tartozik ezek közé.
A filmtekercs.hu kritikája a technikai megvalósításokat a következőképp értékeli: Az Aranybullában viszont a fikciós betétek sajnos erőtlenek, rosszul vágottak, a párbeszédek papírízűek, melyeket instrukciók hiányában még az egyébként igen tehetség színészgárda (pl. Trill Zsolt, Törőcsik Franciska, Rátóti Zoltán, Széles Tamás) sem tud életre kelteni. Az operatőri munka még egészen korrekt lenne, azonban a szinte sztenderdé vált sötét szűrős, deszaturált „középkor-filter” agyonnyomja a képeket. A jelmezek elnagyoltak, gyakran anakronisztikusak vagy pontatlanok és nem látszik rajtuk a mindennapos használat. A leginkább azonban a címerek hazudtolják meg a XIII. század valóságát, hiszen a filmbéli András király pajzsán már együtt láthatjuk az árpádházi sávozást és a kettőskeresztet, melynek egyesítése csak jóval később történt meg. A kritika kitér arra, hogy a sorozat zenei és egyéb stílusában hatástalanul utánoz más külföldi filmeket: Az Aranybulla meglehetősen ügyetlenül, de igyekszik utánozni Scott történelmi filmjeinek stílusát és jellegzetes pillanatait. Olyannyira, hogy a második epizód koronázási jelenetében áthangszerelve ugyan, de egy az egyben felismerhető Harry Gregson-Williams Burning the Past című szerzeménye, melyet a Mennyei királysághoz írt. A nyitóepizód első perceiben pedig a Netflix V. Henrik című filmjének muzsikáját azonosíthatjuk. Nézői felvetés során merült fel, hogy a sorozatban elhangzó egyik dal egy Ridley Scott-filmből származna, ám ezt a sorozat zeneszerzője Káel Norbert visszautasította.
A filmtekercs.hu kritikája szerint továbbra is van igény Magyarországon igényes és nagyszabású történelmi játékfilmekre, s példaként felhozza az egykor rendkívül sikeres példákat, mint az Egri csillagok, A kőszívű ember fiai vagy a Föltámadott a tenger, amelyek hatalmas sikert arattak, noha ezekben is akadtak propagandisztikus elemek. Mivel a magyar nagyjátékfilmek nem a jövedelmező műfajok közé tartoznak, ezért készítésük kulturális ügy, semmint üzleti érdek, ezért az ilyen filmek készítését a magyar államnak kell vállalnia. A továbbiakban a kritika kiemeli: Ez a szerepvállalás viszont szinte mindig magával vonja, hogy az éppen aktuálisan hatalmon lévő politikai kurzus is elhelyezi a vízjelét a készterméken. Ez a vízjel lehet szinte egészen láthatatlan, de igen tolakodó és látványos egyaránt. Utóbbi esetben pedig a szándék teljesen egyértelmű: a múlt eseményei igazolják a jelenben regnáló vezetést és annak ideológiáját. Ettől persze a megvalósítás még lehet színvonalas és korszerű, de a politikai szándék legtöbbször inkább agyoncsap minden más szempontot. A kritika írója átverés-nek tartja Veréb Tamás hasonlítását, amiben a színész a Trónok harca és az Aranybulla között von párhuzamot képi világ tekintetében: …a felvételek és a vágás inkább a History Channel dokusorozatainak fikciós betétjeivel állítható párhuzamba, semmint egy több százmillió dolláros gigaprodukcióval.
A Sorozatjunkie portál vegyes kritikát alkotott a sorozatról: A képi világ simán hozza egy olcsóbb kanadai sorozat látványvilágát, ritkán érezzük azt, hogy ide bizony elfért volna még valami. A jelmezek, a díszletek korrektek. A fényképezés pazar, nagyon szép felvételek készültek. A sorozat zenéje is abszolút megfelel egy tévésorozat kívánalmainak, de nem marad meg az ember fülében, nem dúdolható, sokkal inkább alátámasztja a látottakat, mintsem érzelmi többletet adna. A színészekkel sincsen semmi baj, Veréb Tamás ugyan élete első nagyobb főszerepében kicsit döcögős helyenként, de nem zavaróan. A vágói munkát viszont elkapkodottnak tartja, amely a jelenetek gördülékenységét töri meg, amelyek a pozitívumok ellenére taccsra vágják ezzel az élményt. A narrátor és a szakértői megjegyzések hol gyakrabban, hol ritkábban kommentálják az eseményeket, ezzel a sorozat részei ritmustalanná vállnak, az izgalom elvész. A vélemény borúlátó a tekintetben, hogy a sorozatból készíteni kívánt mozifilm ennél jobb lesz, amiből a készítők ígérete szerint kivonják a narrációt, mivel nem valószínű, hogy ebből egy megfelelő hosszúságú, filmszínházi bemutatásra alkalmas alkotás jön létre. Ráadásul az eddigiek alapján a történetvezetés olyan, mintha egy könyvből csak minden második bekezdést olvasnánk el.
A Sorozatjunkie egy későbbi kritikája kifogásolja az Aranybulla megfelelő nyelvezetének hiányát, mely nélkül a nézőközönséget nem tudja megszólítani. Nem elegendők ma már a kosztümös, néma statiszták az ilyen filmekben, a kritika szerint sokkal nagyobb szükség van kulcsmomentumokat beszélő szereplőkre. Az Aranybulla nem tudja lekötni a figyelmet, nem képes szórakoztatni és inkább egy unalmas történelemóra benyomását kelti. A vágói és forgatókönyvírói munka hibáira utalva írja, hogy a kontextusukból kiemelt jelenetek kevésbé tudják bevonni a nézőket, a kamera túl sokat időzik egy-egy momentumon (pl. amikor Béla herceg felriad álmából), amiket ezenfelül dokumentumfilmes keretek közé tesz, így hatástalan marad. Egy-egy fontosabb jelenetet pedig patetikus hangvételű narratív szöveg ront el.
A pátosz más jelenetekben is jelentősen rontja a színvonalat: a Varasdon játszódó jelenetben, mikor Imre király egymaga besétál András seregének táborába, királyi méltóságát használva fel egyszerűen elviteti testvérét és börtönbe zárja. A jelenet mindössze annyit tesz ki, hogy néhány statiszta előtt, akik András teljes seregét jelentik, András letérdel Imre előtt és hűséget esküszik neki. Patetikussága ellenére a jelenet üres és élettelen, amit a kritika az annak idején szintén nagy bukást elszenvedett 1996-os Honfoglalás-hoz hasonlít.
A port.hu filmportál kritikája is Benny Hillre célozva marasztalja el az egyik szereplő, Simon Kornél alakítását, aki, akárcsak a népszerű angol parodista műsorában, főgonoszként a film minden jelenetét konkrétan végigsettenkedte. A kritika a forgatókönyv szövegét csapnivaló-nak, a beállításokat rémes-nek, a jeleneteket rosszul beállítottnak nevezi. Kiemeli továbbá Gertrúd karakterének ellentmondásosságát, ahol érzékelhetően megpróbálják a készítők a Trónok harca stílusát hozni, viszont nem egyértelmű, hogy Gertrúd negatív avagy pozitív személyiség. A narráció Gertrúdot okolja az országban zajló rosszért, mialatt ez a filmben látható tettein nem észlelhető. Zavarba ejtő továbbá a hozzáadott szakértői megjegyzés alábbi megállapítása: „A királynő meggyilkolása a magyar politikai mentalitásba kevésbé illik bele, nem sok magyar királynőt öltek meg, ez inkább egy déli, balkáni színezetű kultúrából érthető meg.” Az is némiképp valószínűtlen megállapítás a sorozatban, hogy a középkori magyar állam kiválóbb, mintaszerűbben keresztény királyság volt a többi európai országnál, vagy hogy Árpádok korai időszakában sokkal jobb uralmi rendszert talált ki a nyugat-európainál, mert itt mindig a legalkalmasabb embert választották fejedelemnek, addig a sorozatban elhangzottak szerint a nyugati királyok az „egy mind felett elve” szerint uralkodnak. Ez azonban súlyos ellentmondást mutat azzal a ténnyel, hogyha a korai magyar rendszer tökéletesen működött, miért adták fel mégis Szent István alatt, ugyanis II. András is épp az itt rossznak bemutatott nyugati öröklési rend miatt lehetett Magyarország királya.
A Magyar Film c. portál hozzáteszi, hogy a forgatókönyv elkoptatott kliséket hasznosít újra, kevés a jól kidolgozott karakter, a színészek nehézkesen boldogulnak szerepeikkel.

### Közéleti reakciók
Tóth Gergely a rendkívül gyors ütemben zajló cselekmény követhetetlenségét és megmagyarázatlan, csak a narrátor által egyetlen rövid mondatban jellemzett momentumokat kifogásolta elsősorban a Telex.hu-n megjelent írásában: „András trükkösen oldotta meg a konfliktust” – deklarálja a kéziratgyűjtemény előtti karosszékéből az egyik történész, és ahelyett, hogy a sorozat megmutatná, hogyan is játszotta ki az uralkodó az ellene ármánykodó főnemeseket, annyit látunk, hogy András ül a trónon és ravaszul néz. Külön kiemeli, azt a szerinte olcsó húzást, amellyel a továbbiakban röviden elmondanak eseményeket, de nincsenek jelenetek vagy más ábrázolás, egyedül a színészek üres tekintete látszik. Ebből adódóan Tóth a következő megállapítást teszi: Jelenlegi változatában azonban az Aranybulla csak egy online történelemkurzusból, történelmi hagyományőrző imázsvideóból és Zs kategóriás filmzsánerekből összevarrt homonkulusz.
Több kritika ír a sorozat műfaji meghatározhatatlanságáról, amely tartalmaz elemeket a dokumentumfilm, kalandfilm, történelmi film, romantikus film és akciófilm zsáneréből, ám ténylegesen nem lehet egyikhez sem sorolni. Ugyanezen az állásponton van a kuruc.info kritikája is, amely a történet és az alkotás szerkezetének kaotikusságát szintén kiemeli, amelyből silányság és monotonitás árad. A vélemények szerint nem tették nyilvánvalóvá a nézők számára, hogy a televízióban leadott alkotás nem egy hagyományos értelemben vett sorozat, hanem dramatizált történelmi dokusorozat vagy dokudráma, illetőleg a nézőközönség csalódottságát és visszatetszését nagyban kivívta azzal az Aranybulla, hogy nem teljesítette azt, amit magáról ígért.
A Mandineren íródott vélemény jelentősnek nevezi a sorozatot, amitől csak a baloldal kapott epeömlést, azonban a filmekkel és sorozatokkal foglalkozó hírportálok is cikkeztek az Aranybulláról, s véleményeik, amely politikai hozzáállástól függetlenül születtek, a megvalósításra, technikai, tartalmi és esztétikai minőségre fókuszálnak. A Mandiner ellenzéki politikai támadást láttató cikkére a Válasz Online a következőképp reagál: …jó forgatókönyv nélkül csak silány fércművek születhetnek. És ez pont azokat bántja leginkább, akik szeretnének jó filmeket nézni a magyar múltról.
A nemzeti radikális szemléletéről ismert Szent Korona rádió sem lelkesedett a filmalkotásért, amelyet inkább egyfajta nézhető dokumentumfilmnek tart. A kuruc.info is úgy értékelte, hogy az emberek egyhangúlag utasították el a sorozatot, amelyet a portál borzasztó-nak talál, ugyanis az alkotók teljesen mást ígértek, s az alkotást, mintha nem állítanának valótlanságot, bemutatják a közönségnek. A portál kritikája is a legfelháborítóbbnak Veréb Tamás hasonlítását tartotta, amely a sorozatot a Trónok harcához mérte.
Csákvári Géza kritikája szerint az Aranybulla sorozat alkotói tévedés, amelyről megjegyezte: „Vannak hagyományaink az ilyen minőségű filmek terén, de azt nem gondoltam volna, hogy egyszer még visszasírom Koltay Gábort és művészetét, a Sacra Coronát, vagy a Honfoglalást.” Csákvári szerint az Aranybulla vállalhatatlan alkotás, igénytelen, a ráfordított anyagiak kidobott pénz, az alakítások saját szavai szerint a Benny Hill Showban művelt, tréfából elkövetett paródiákat idézik. Csákvári elmondása szerint, az a benyomása, hogy az Aranybullának és más nemrégiben készült történelmi jellegű moziknak B-kategóriás hollywoodi filmek az előképei, mintái.
Puzsér Róbert Önkényes Mérvadó c. műsorában beszélgetőtársai az Aranybulla narrációira és szakértői megmagyarázásaira vonatkozóan egy másik komikus párhuzammal éltek, amely Woody Allen Fogd a pénzt és fuss! c. vígjátéka. Utóbbi film egyfajta áldokumentumfilm, részint ennek a műfajnak a paródiája.

### Történelmi pontatlanságok
A filmben gyakoriak a szakértői bevágások, amelyek vélhetően a film hitelességét akarják növelni, viszont jelentősen rontják a film nézhetőségét és növelik az unalmat. Mindazonáltal a szakértői észrevételekben is gyakori a homályosság, ellentmondás, pl. nincs magyarázat arra András milyen alapon kérdőjelezhette meg testvérének, Imrének a jogosultságát a trónra. A nézői kommentátorok és más kritikusok is általában nehezményezik, hogy az alkotás nem tisztán játékfilm és gyakran szakítják meg a cselekményt felesleges betoldott megjegyzésekkel. Ezen felül a szakértői narráció, noha igyekszik a korszakot tárgyilagosan bemutatni, sokszor teljesen ellentétes, elfogult és pátoszos hangnemet üt meg, mely teljesen idegen a dokumentumfilm elveitől. A rendező Kriskó Gyula is korábbi alkotásaival olyan megkérdőjelezhető, történetietlen mítoszokat igyekezett valós színben hirdetni és népszerűsíteni, mint a hun–magyar rokonság és sumér–magyar rokonság. Ezenkívül a rendezőnek ez az első nagyszabású játékfilmje, korábban csak videoklipeket, reklámfilmeket és dokumentumfilmeket készített.
Ráadásul a sorozat egy hatalmas történelmi tévedést tartalmaz, mivel a negyedik keresztes hadjáratot is a Szentföldre helyezi, holott közismert tény, hogy ebben a háborúban a keresztény seregek a Bizánci Birodalom fővárosát, Konstantinápolyt ostromolták meg és foglalták el. A közmédiában szintén elejtettek egy kínos tévedést, amely az Aranybullát szerelmi történetet feldolgozó klasszikusnak nevezték. Az Átrium Film – Színház válaszában cáfolta ezt az állítást, mivel az Aranybulla, mint más hasonló dokumentumok, ill.  okiratok a korban, a magyar nemesség jogait rögzítették és szó sincs vele kapcsolatban szerelmi történetről. Később kiderült, hogy véletlenül az Ida regénye 2022-es filmváltozatához szánt ismertető jelent meg az Aranybulla címe alatt.
Egyéb komoly tévedése a filmnek, hogy a nemzeti gondolat előzményét II. Andrásban látná meg, holott a középkorban semmilyen formában nem létezett a modern nemzetfogalom.
Zsoldos Attila történész a HVG-nek elmondta, hogy őt is megkeresték a készítők, miszerint vegyen részt a munkában, mivel a témában jelentős kutatásokat végzett és 2010 óta arra törekszik, hogy megváltoztassa a II. Andrásról addig fennálló negatív képet. Zsoldos elolvasta a forgatókönyvet, amelyben rengeteg történelmi hibát fedezett fel, melyek kijavítása sok időt és energiát vett volna igénybe, s tragikus-nak nevezte a heraldikai ábrázolások némelyikét. Az ideológiai elemek miatt pedig a történész nem akarta nevét adni a sorozathoz. Súlyos történelmi tévedésként értékelte, hogy az Aranybullát a vérszerződés egyfajta XIII. századi, modernizált változatá-nak akarják láttatni, s mint ahogy fogalmaz, ehhez a szamárság-hoz nem óhajtott asszisztálni. Súlyos infografikai hiba a sorozatban, hogy Szent István korából származó egyházmegyei térképeket vetítenek ki a 13. századra, holott e tekintetben már számos változás történt addig az államalapítás óta eltelt több mint 200 év során.
Külső megjelenés szempontjából a film hitelesen mutat be korabeli öltözékeket vagy fegyvereket, de apróbb bakik itt is adódnak, mint amikor a keresztes hadjáratot bemutató jelenetnél az elvileg forró szentföldi sivatagban a katonák fedetlen fővel járnak. Sajnos számos harci- és tömegjelenet van híján a kreativitásnak. Az ilyen jelenetek erőltetettek és hatástalanok, akárcsak Gertrúd és András kardpárbaja. Még szembetűnőbb a Német Lovagrend és II. András serege közötti harc megmagyarázhatatlan pillanata: csupán tízfős lovagsereg pökhendi és magabiztos módon áll ki a jóval nagyobb magyar had ellen. Amatőr videókészítők ennek karrakirozására paródiavideót töltöttek fel a YouTube videómegosztóra, amelyben az említett jelenet képeit összevágták a Monty Python Gyalog galopp c. klasszikus vígjátéka azon részének a szinkronjával, ahol Artúr király (Graham Chapman) találkozik az Avalont megszállva tartó pimasz franciákkal. A videót rövid időn belül nagy nézettségre tett szert és napok alatt majdnem 30 ezren látták.

### Készítők reakciója
A film producere, Rákay Philip szerint csak politikai okokból, egyfajta »összeesküvés« keretén belül értékelték alul a sorozatot, amely mögött a baloldalt véli többek között Rákay, aminek némiképp ellentmond, hogy pl. a radikális jobboldal is felháborítónak és méltatlannak tartotta a sorozat pénzfaló színvonaltalanságát.
Az IMDb-n született lesújtó eredményekre a producer Rákay Philip úgy reagált, hogy azok nem nézői vélemények, hanem amerikai trollok és Soros György által pénzelt embereken keresztül indított, politikai célzatú, előre megszervezett és hungarofób akció volt, sőt a producer még II. András nevében is kikérte a kritikának álcázott politikai hangulatkeltést. A Hírtv Politikai hobbista c. műsorában Rákayhoz hasonlóan többen fejtegették, hogy a sorozat rossz visszhangja magyarellenességből adódik. Ugyancsak összehangolt akciót emleget Jeszenszky Zsolt is. Rákay ráadásul a sorozatot negatívan megítélőket libsi és egyéb pejoratív jelzőkkel is illette.
Rákay állítását az IMDB portál cáfolja, amely demográfiai kimutatást is rendelkezésre bocsát, melynek alapján a 30 és 44 év közötti korosztály értékelte elsősorban a produkciót, melynek többsége férfi. Rákay ugyanis világnézetére utalva megjegyezte, hogy biztosan jobb lett volna »nemet váltania« az elismerés érdekében. Az IMDB kimutatásból azonban kiderül az is, hogy a pontozók döntő többsége Rákay állításával ellentétben nem amerikai felhasználó volt. Rákay állítását a kormányhoz közelinek tartott Magyar Nemzet tényként közölte, lepontozását a baloldalnak tulajdonította, amely a lap szerint egész trollhadsereget küldött az IMDB-re. Hasonlóan beszélt nem sokkal korábban Kálomista Gábor, az Elk*rtuk producere, miután a film nagyon sok negatív értékelést kapott. Kálomista az ún. Gyurcsány-kommandó-nak tulajdonította azt, hogy ilyen rossz lett az Elk*rtuk átlaga.
Kriskó László rendező és Csincsi Zoltán operatőr-producer az Index Kultrovat podcastjában elmondták, eredetileg egész estés mozifilm készült volna, de produkció több mint 3 milliárd Ft-os költségvetésű lett volna. A döntéshozók jelezték, hogy erre a támogatásra nincs esély (ezt Káel Csaba filmügyi kormánybiztos egyik később interjúban megerősítette). Ezután kezdtek készíteni dokudráma sorozatot. A rendező elmondta a sorozat mintájául -- a különben igen színvonalas -- Az Oszmán Birodalom felemelkedése című Netflix-es dokudrámát tekintették. Szerinte elhibázták és kommunikációs hibának tartották, hogy a szakértők nem szerepeltek már az előzetesekben (hangsúlyozva a produkció dokudráma jellegét). Elmondta az is, hogy készül egy saját pénzből elkészülő moziverzió is, amelyben nincsenek történészek és nincs narráció.